# AG-31
La autovía AG-31 o Autovía Orense-Celanova es una autovía autonómica de la Junta de Galicia que transcurre entre la Salida 217 de la A-52 y Celanova con la conexión a la carretera autonómica OU-540, a un par de kilómetros hacia sur de Celanova que le rodea por el este. Consta de unos 18,09 kilómetros de longitud, y la velocidad limitada a 120 km/h en todo el trayecto. No esta previsto la prolongación hasta la frontera portuguesa en el municipio de Lovios y en el lado del río Limia, por no superar el límite de los vehículos diarios permitido para construir la autovía.

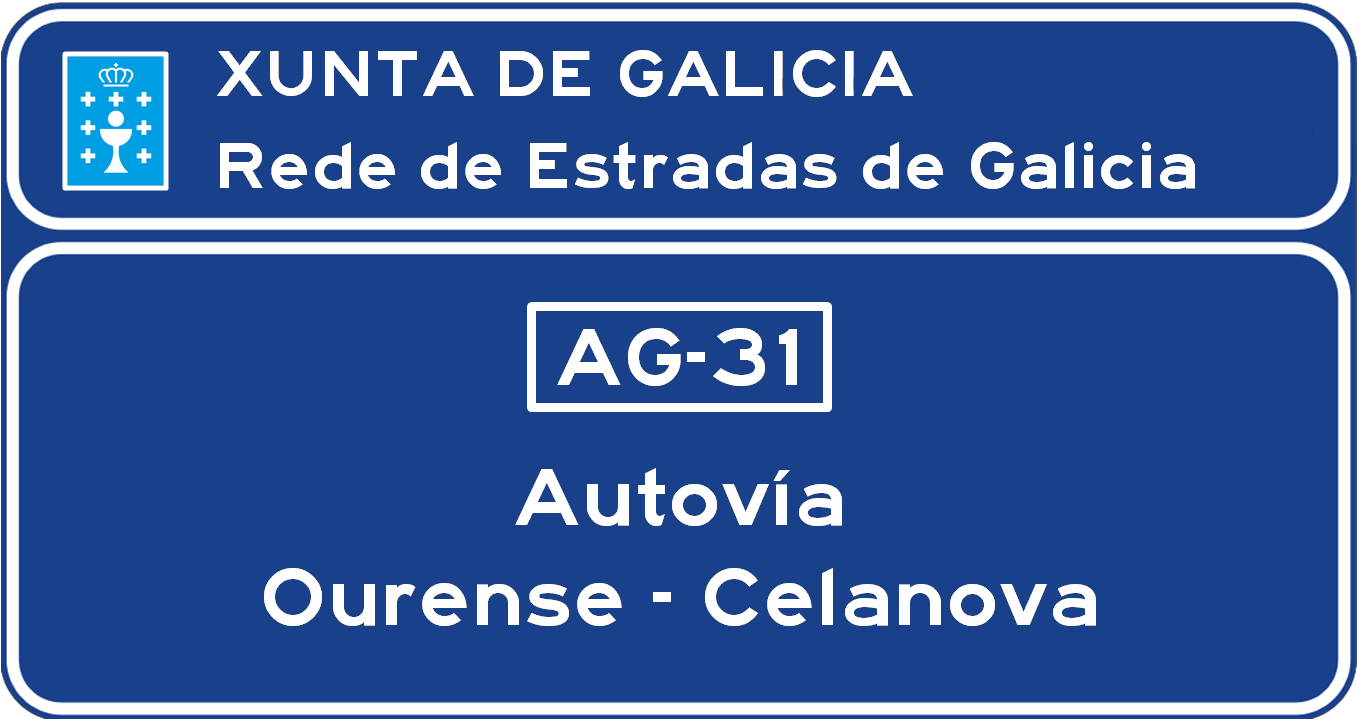
Señal de confirmación de la autovía Ourense - Celanova AG-31.

Fue inaugurado el 28 de enero de 2013 y su titularidad corresponde a la Junta de Galicia. Su coste ronda los 122 millones de euros y pretende reducir el tiempo de viaje entre Orense y Celanova así como poblaciones a las que esta carretera no llega como Bande o Lovios. En el momento de la inauguración, varios alcaldes de la zona sur de la provincia de Orense pidieron su prolongación hasta la frontera portuguesa, siguiendo el recorrido de la carretera autonómica OU-540, y según la intensidad media diaria de esta dicha carretera, no ha superado más de 2.000 vehículos diarios, necesarios para construir la autovía.

## Tramos
| Denominación | Tramo                                | Kilómetros | Año servicio |
| ------------ | ------------------------------------ | ---------- | ------------ |
| AG-31        | A-52 VG-3.1 Gargantós - OU-540 Domés | 18,1       | 2013         |

## Salidas
| Velocidad | Esquema | Salida | Sentido Domés (OU-540)                                                                                              | Carriles | Sentido Gargantós (A-52 y VG-3.1) | Carretera   | Notas |
| --------- | ------- | ------ | --- | -------- | --- | ----------- | ----- |
|           |         |        | Comienzo de la Autovía Orense-Celanova AG-31 Procede de: A-52 VG-3.1 Gargantós                                      |          | Fin de la Autovía Orense-Celanova AG-31 Incorporación final: A-52 VG-3.1 Dirección final: A-52 Orense Vigo Rante VG-3.1 S. Ciprián A-52 Allariz Madrid La Mezquita | A-52 VG-3.1 |       |
|           |         |        | Regato del Puerto 100 metros                                                                                        |          | Regato del Puerto 100 metros |             |       |
|           |         | 5      | OU-0202 La Manchica La Merca OU-540                                                                                 |          | OU-0202 La Manchica La Merca OU-540 | OU-0202     |       |
|           |         |        | río Arnoia 220 metros                                                                                               |          | río Arnoia 220 metros |             |       |
|           |         | 10     | Barja OU-540 |          | Barja OU-540 | OU-540      |       |
|           |         |        | río Ourille 130 metros                                                                                              |          | río Ourille 130 metros |             |       |
|           |         | 15     | Celanova OU-531 Ginzo de Limia                                                                                      |          | Celanova OU-531 Ginzo de Limia | OU-531      |       |
|           |         | 18     | Celanova (sur) Casal de Bispo                                                                                       |          | | OU-540      |       |
|           |         |        | Fin de la Autovía Orense-Celanova AG-31 Dirección final: OU-540 Bande Portugal OU-540 Celanova (sur) Casal de Bispo |          | Inicio de la Autovía Orense-Celanova AG-31 Procede de: OU-540 Domés                                                                                                | OU-540      |       |